# Embaixada da Ucrânia na Hungria
A Embaixada da Ucrânia na Hungria (em ucraniano:  Посольство України в Угорщині) é a missão diplomática da Ucrânia em Budapeste, na Hungria.

## História das relações diplomáticas
A Hungria reconheceu a independência da Ucrânia em 6 de dezembro de 1991 e as relações diplomáticas entre os dois países foram estabelecidas no mesmo dia, com a assinatura de um acordo em Kiev sobre noções básicas de boa vizinhança e cooperação.